# Capnodis tenebrionis
Capnodis tenebrionis es una especie de coleóptero de la familia Buprestidae de color negro opaco, se ha extendido por muchas partes y con particular frecuencia en las regiones más cálidas, constituyendo una plaga para diversos frutales.
Se le conoce vulgarmente con el nombre de gusano cabezudo nombre que proviene del abultado protórax que tienen sus larvas y que le hacen parecer un gusano (aunque no lo es) con una gran cabeza. Son las larvas de este insecto las que producen los mayores daños en los cultivos, ya que se desarrollan en el interior de las raíces de diversas especies frutales, alimentándose de la madera y en caso de fuertes ataques llegan a matar el árbol y pueden arruinar totalmente una plantación. Los adultos se alimentan de las hojas de los árboles, siendo frecuente que coman el peciolo de ellas, con lo que la hoja cae al suelo y es fácil detectar la presencia del insecto mirando al suelo y viendo dónde se encuentran hojas frescas caídas.
Ataca a diversas especies de rosáceas silvestres y cultivadas. Un síntoma del ataque sobre albaricoquero puede ser la producción de goma y la caída y secado de las hojas. Otras especies también atacadas son el almendro, melocotonero, ciruelo etc.
Los daños suelen ser favorecidos por periodos de sequía intensos.  La dificultad de su lucha está en el difícil acceso de los agrotóxicos a las larvas de la raíz.  Del estudio biológico se observa los dos periodos más importantes de la vida del adulto que permite controlar su población de forma más efectiva: la emergencia como adulto antes del periodo de invernación y la salida de la invernación antes de la puesta de huevos.
Su extensión es cada vez mayor, favorecido por el aumento de temperaturas por cambio climático, las prácticas agrícolas y sobre todo por la sequía. Por este último hecho, esta plaga puede afectar especialmente al cultivo del secano. En los últimos años algunos factores agronómicos parecen haber incrementado la población de plaga, como la elección de patrones con desarrollo radicular más superficial, por lo que aumenta la supervivencia de huevos y larvas, y la presión de plaga sube, provocando mayor presión poblacional para el resto de árboles.

## Caracterización de los daños
Actualmente está causando importantes daños en frutales de hueso en general y en almendro en particular.  Aparte de los cultivos mencionados anteriormente también de forma ocasional ataca a perales, manzanos e higueras, nogal, níspero y avellano. Los daños los produce tanto el adulto por destrucción de yemas, brotes y hojas, como la larva por la destrucción del sistema radicular.  El árbol se va debilitando progresivamente hasta llegar a morir.
Se extiende en el área mediterránea aunque actualmente ocupa también áreas del interior más continentales en países como Grecia, Turquía, Italia, Portugal, España y el Norte de África. En España se encuentra en todas las zonas de cultivo de frutales y con mayor presencia, en la Comunidad Valenciana, Extremadura, Aragón, Andalucía, Castilla-La Mancha y Región de Murcia.
Los síntomas más claros en árboles atacados suelen verse durante el verano, apreciándose un progresivo debilitamiento, siendo éstos a la vez receptivos a otras plagas como barrenillos. Los factores que han contribuido a su expansión son:
- La situación de sequía persistente con ausencia de lluvias en los últimos años.
- Problemas de dotación de agua de riego.
- El abandono de explotaciones agrarias.
- La reducción del número de tratamientos contra esta plaga en el momento adecuado.
- Ciertas técnicas de cultivo y utilización de material vegetal más susceptible al ataque.

Los daños en el sistema radicular son acumulativos a medio plazo tras soportar varias generaciones de plaga por la dificultad de reposición de la zona atacada, y generalmente el árbol muere al cabo de unos pocos años.

## Ciclo vital

### Adultos
Durante el invierno, los adultos se refugian entre matorrales, piedras, o cualquier otro medio que se sirva de protección, mientras que las larvas de todos los tamaños permanecen en el cuello y raíces del árbol.
Con el inicio del calor los adultos abandonan sus refugios y se dirigen a la copa de los árboles para alimentarse, devorando yemas, brotes tiernos y peciolos de hojas, lo que provoca la defoliación prematura de la zona afectada.  En los casos en los que ha invernado fuera de la parcela, estos salen de sus refugios y se colocan en las 3 o 4 primeras filas de árboles de los márgenes. A partir de aquí, los adultos comienzan a subir a los árboles durante el día, siempre que salga el sol y no haga viento; durante la noche se retiran a la base de los troncos colocándose en las malas hierbas o grietas del suelo. En estos momentos aún no comen, estando únicamente tomando el sol en las partes bajas del árbol, siendo muy poco móviles, pues las temperaturas son aún bajas. A finales de marzo o principios de abril (zona mediterránea), comienzan su alimentación con mayor intensidad, a la vez que se distribuyen por toda la parcela.
Pasadas unas semanas y previo periodo de alimentación, pueden alcanzar la madurez sexual, iniciando un periodo de puesta de huevos desde mediados de mayo con la subida de temperaturas y que se interrumpe a primeros de septiembre con la bajada de temperaturas.  Estos adultos continúan alimentándose hasta finales de septiembre o primeros de noviembre, antes de retirarse a los refugios de invierno. Durante este periodo los adultos emergidos al año anterior van muriendo, concluyendo así su ciclo biológico.
Para el desarrollo de su actividad requieren temperaturas mínimas de 20 °C, siendo su óptimo de 30°.  Por debajo de esa temperatura permanecen inactivos y no se alimentan ni reproducen.
Así mismo es condición necesaria antes de aparearse y realizar la puesta haberse alimentado adecuadamente durante un periodo aproximado de 15 días.  Los adultos emergidos en los meses de julio a septiembre deben pasar el invierno antes de alcanzar su madurez sexual.
Con la llegada del frío los adultos buscan lugares donde resguardarse de las bajas temperaturas. En aquellas parcelas donde existen malas hierbas o aquellas donde el patrón utilizado emite gran cantidad de sierpes, utilizan esta circunstancia para pasar el invierno, situándose en estos lugares. Si la parcela de frutales esta limpia de malas hierbas buscan otros lugares para invernar como malas hierbas de márgenes, bajo canales de riego, zonas de espartizal colindantes con las parcelas de cultivo, zonas de monte, etc. Durante el periodo invernal la mortandad de estos puede llegar al 50%.

### Huevos
Cuando la temperatura alcanza una media diaria de 20 °C se inicia la puesta de huevos en el suelo, alrededor del árbol, en una zona delimitada por una circunferencia de 50cm y una profundidad entre 3 y 12cm, aunque ocasionalmente puede llegar a 20cm.  Las zonas de puesta son preferentemente zonas soleadas y secas.  La hembra deposita entre 250 a 300 huevos y muere a los 3 o 4 días de finalizar la puesta.

Las puestas son más frecuentes en árboles debilitados.
Los huevos son ovoides de 1.5mm de longitud y 1mm de diámetro, de color blanquecino. Pueden pasar desapercibidos porque se les adhiere con facilidad partículas terrosas que los camuflan. Aunque recién puestos son blandos, se endurecen en contacto con el aire.
Al principio los huevos son puestos de forma individual, aumentando estos hasta en grupos de 15-20 huevos cuando las temperaturas son altas. La eclosión de los huevos depende de la temperatura; así con temperaturas de 20 °C las larvas eclosionan a los 30 días, mientras que a 35 °C solo lo hacen en 7 días. Por debajo de 18 °C y por encima de 45 °C no se produce la eclosión. En cuanto a porcentajes de eclosión, estos están en torno al 80%.

### Larvas
Las larvas neonatas, con ayuda de los pinceles de los pelos de los segmentos abdominales y las contorsiones de su cuerpo, se desplazan por el terreno hasta penetrar en el tallo o en las raíces, donde permanecen uno o dos años alimentándose de la zona comprendida entre la madera y la corteza, formando galerías que llenan de serrín.

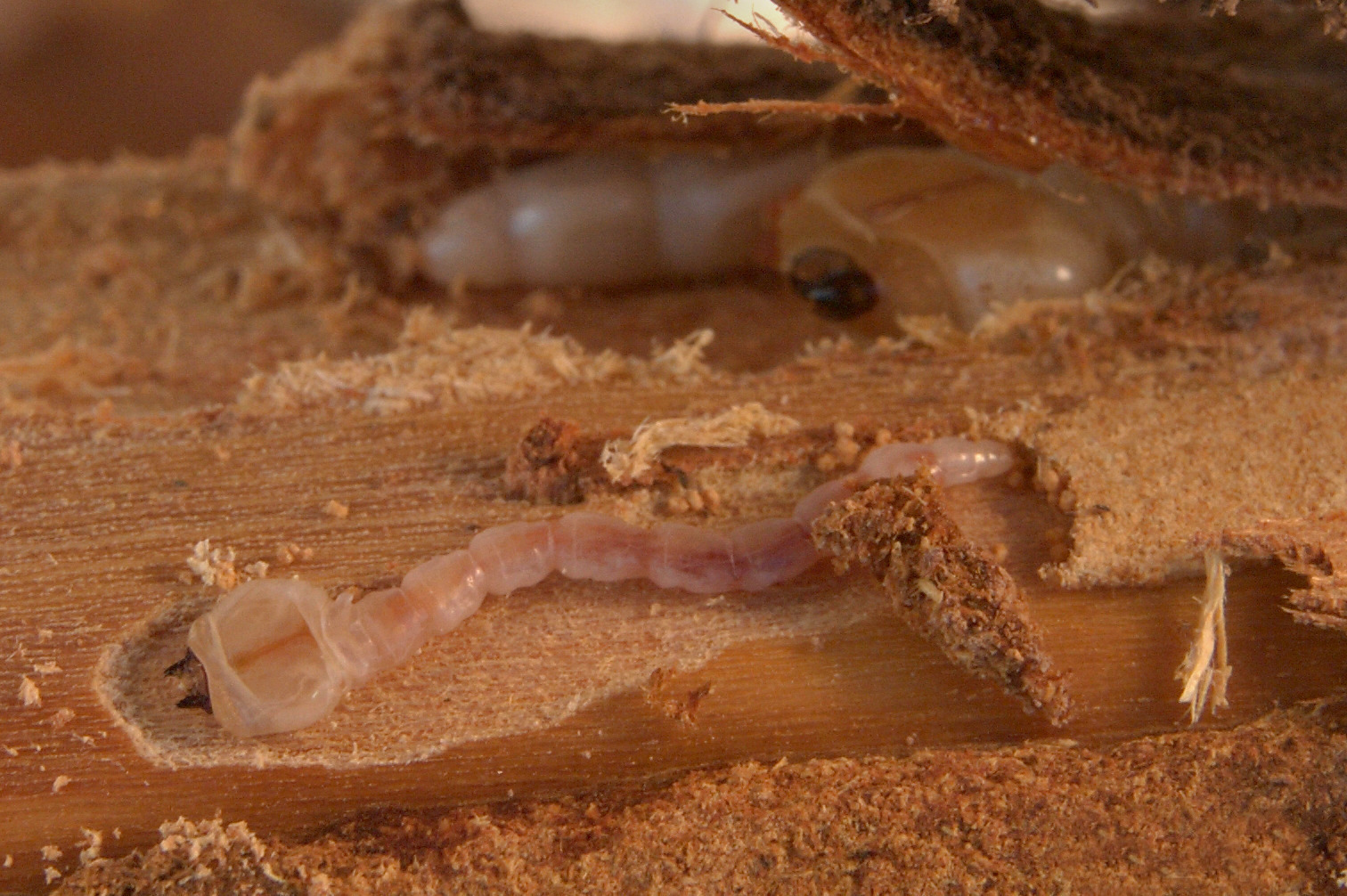
Larvas alimentándose del sistema radicular de un almendro

Las larvas tienen tres días para encontrar las raíces de lo contrario mueren. En cuanto a la profundidad a la que pueden llegar está en torno a los 60 cm. Solamente un 1-2% de las larvas eclosionadas llegan a penetrar en las raíces, pero este número es suficiente para causar daños, sobre todo si tenemos en cuenta la gran cantidad de huevos que puede poner una hembra.
La supervivencia se ve favorecida por los sistemas radiculares superficiales ya que son más accesibles.
Al principio, debido al pequeño tamaño de estas, necesitan raíces de pequeño tamaño para poder penetrar dentro de ellas. Posteriormente las larvas van aumentando de tamaño y subiendo por raíces de mayor diámetro, hasta llegar a la zona del cuello del árbol donde realizan la cámara pupal, antes de transformarse en adulto. Cuando las larvas son aún pequeñas estas pueden cambiar de raíz, pero después permanecen siempre dentro de estas.
El desarrollo de las larvas depende de la época de eclosión. Así en algunos ensayos realizados se ha podido comprobar que larvas eclosionadas en julio, llegan a alcanzar 60 mm de longitud hacia el mes de febrero, lo cual indica que se transformarían en adulto antes de un año. En eclosiones a finales de agosto, estas larvas apenas alcanzan los 10 mm. a finales de diciembre, lo cual las llevaría a estar, posiblemente, dos años en las raíces. Esto constataría el hecho de encontrar larvas de diferentes tamaños dentro del mismo árbol.
La larva, que se encuentra dentro de las raíces, es de color blanco, sin patas, con anillos planos en el abdomen. El primer anillo del tórax es muy ancho, redondeado y sensiblemente aplastado, con una capa dorsal córnea con un surco en el centro en forma de “V”. Esta forma característica es lo que le da el nombre de gusano cabezudo. Su cabeza posee fuertes mandíbulas con las que perfora la raíces. Todos sus estadios larvarios son iguales, variando únicamente su tamaño, que va desde los 3mm. recién eclosionadas del huevo, hasta aproximadamente los 70 mm en la última fase de desarrollo. La fase larvaria dura 2 años, formando galerías en el sistema radicular del árbol huésped.

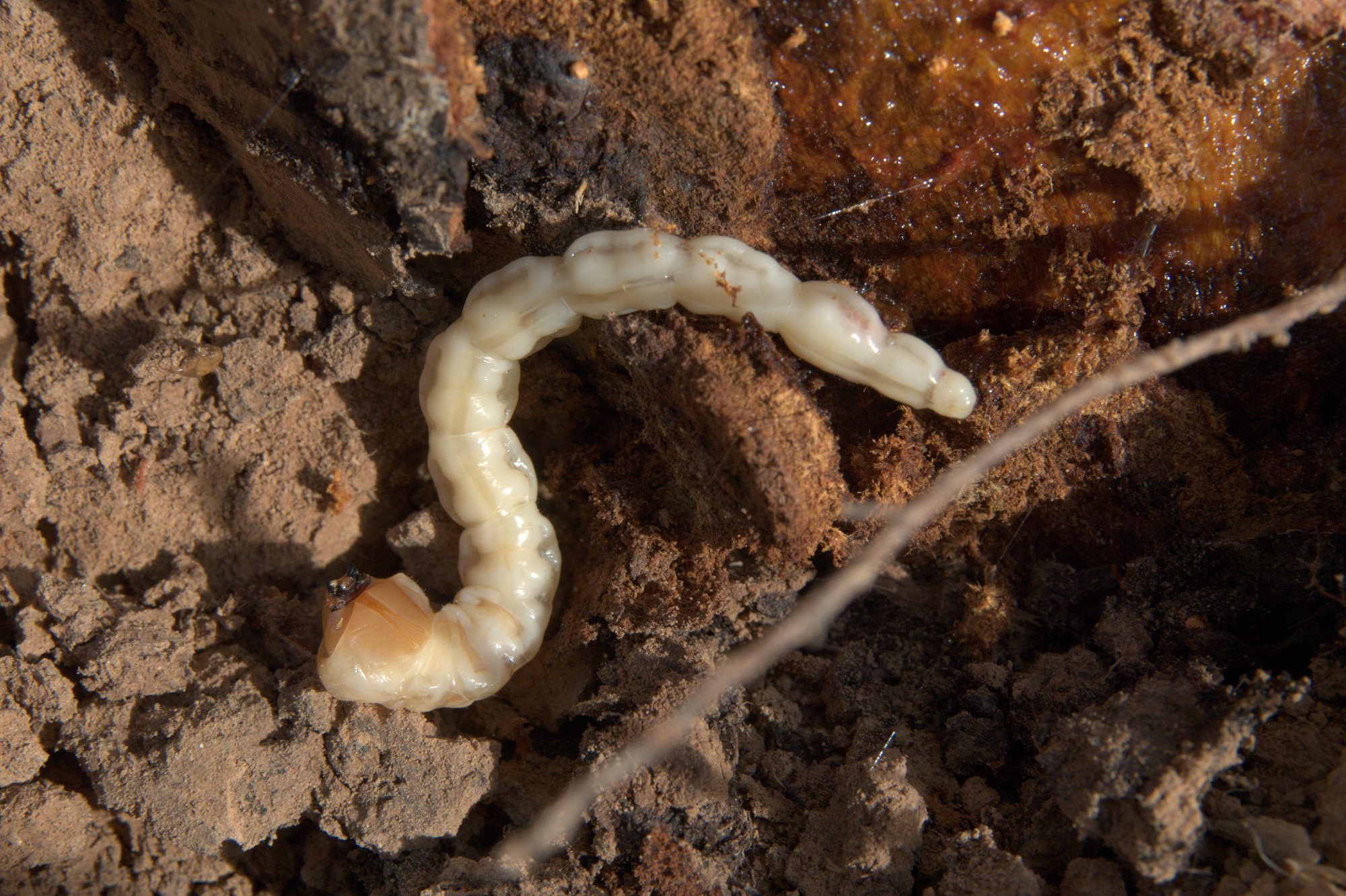
Larva desarrollada

La larva se contrae y vira a color marfil y se endurece al crecer.

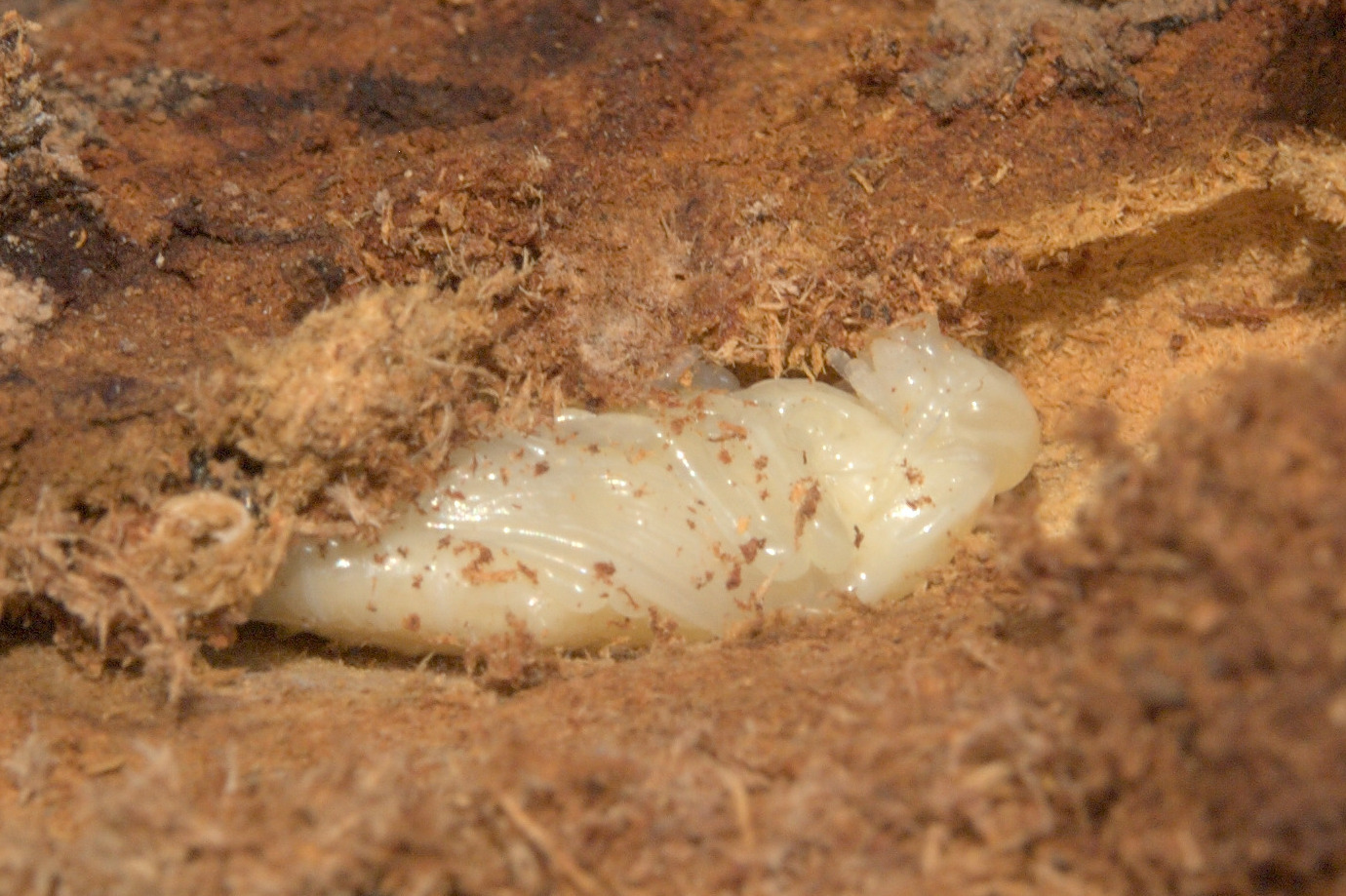
Pupa con la forma del adulto

Durante este periodo las larvas van realizando debajo de la corteza del árbol y siempre en la zona del cuello, las pupas, de la cual saldrán transformadas en adultos.

## Sintomatología y daños.
Los síntomas iniciales se detectan por las lesiones de los órganos vegetativos de la parte aérea que provocan los adultos al alimentarse, así como la presencia de hojas sin pedúnculo caídas en el suelo.  En la recogida de la almendra también se nota la presencia de la plaga porque al recoger el fruto los adultos vuelan a árboles vecinos o caen con el fruto a la red de recogida.
La acción de las larvas en el cuello y raíces principales ocasiona en la parte aérea del arbolado el debilitamiento general, clorosis, defoliaciones prematuras y brotaciones débiles como consecuencia de la destrucción de los tejidos conductores, y al final el árbol se va secando por sectores y muere cuando los daños afectan a todo el perímetro del tronco.  Las larvas cortan los vasos e impiden el paso de la savia, provocando dicho debilitamiento.  Estos daños son visibles al quitar la corteza del sistema radicular y del cuello del árbol.
La pérdida de vigor facilita el ataque de escolítidos (barrenillos) y otros parásitos secundarios que colaboran en el desenlace final del árbol, que a veces se confunde como el causante del daño.

## Sistemas de control

### a) Lucha química
Los cambios de autorizaciones de uso de los distintos productos, así como las limitaciones propias de cada país, impiden hacer comentarios al respecto de las materias activas.
Sí que deben tenerse en cuenta las particularidades del ciclo biológico de la plaga para establecer los medios de lucha.
El control más eficaz contra los adultos se efectúan a base de pulverizaciones dirigidas a las partes aéreas de los árboles en los momentos clave: desde la salida de reposo invernal hasta el inicio de la puesta; cuando emergen nuevos adultos a final de verano y antes de que se retiren a los refugios invernantes, siempre y cuando se respete el plazo de seguridad o haya recolectado la cosecha y siempre y cuando existan materias activas autorizadas para este uso.
Algunos ensayos demuestran que también es efectivo la aplicación de insecticidas al suelo para evitar la penetración de larvas recién nacidas, siempre que se disponga de materias activas autorizadas para ello.  Además debe completarse con los tratamientos aéreos contra adultos.
Las épocas de tratamiento más efectivas, aunque no sean posibles por los plazos de seguridad y los límites de autorización de los productos autorizados, corresponden a los siguientes:
- Entre salida de primavera y mitad de verano, coincidiendo con el periodo de alimentación previa a la madurez sexual, y el inicio de la puesta de huevos.
- A finales de verano y principios de otoño coincidiendo con la salida de la nueva generación de adultos, que debe alimentarse para pasar el invierno, y coincide con la máxima presencia de adultos.

### b) Métodos culturales

#### Lucha indirecta
En regadío, vigorizar los árboles mediante riegos en aquellas parcelas que dispongan de agua e incremento de abonados (puede tener como efectos secundarios mayor sensibilidad a otros problemas sanitarios).
También la elección de patrones mejor adaptadas al medio en que van a vivir, sobre todo raíces profundas y pivotantes.  Evitar sistemas radiculares muy superficiales.  Sustitución en las zonas afectadas de los pies híbridos (con raíces más fasciculadas y superficiales) por pies francos, a ser posible de semilla in situ y de amarga, dado que se desarrollan a mayor profundidad y son menos deseables por la presencia de glicósidos cianogenicos relacionados con la amigdalina.
La eliminación de las proximidades de especies rosáceas silvestres en las que el insecto puede vivir (¡¡Cuidado con la ley de montes o similares en la comunidad autónoma/país/estado de que se trate!!).
La eliminación mediante quema de los restos vegetales de árboles destruidos por la plaga, especialmente del sistema radicular y cuello del árbol.

#### Modificación de condiciones bióticas
En regadíos y en caso de ataques puntuales, para evitar la extensión del ataque se puede incrementar la frecuencia de riegos.
En la época de puesta es recomendable mantener la tierra laboreada porque dificulta la puesta.

#### Recogida mecánica
Recoger adultos sobre los árboles.  Es una operación muy cara y de limitada eficiencia.  Recomendable realizarla a finales de verano por la mayor presencia de adultos en el arbolado.

#### Barreras físicas
Colocar impedimentos físicos para la penetración de las larvas recién nacidas en el sistema radicular del árbol a proteger.  Puede hacerse con un plástico en forma de tronco de cono que se ajuste bien al tronco y que vaya atado a 20cm por encima del cuello de la planta; esta protección además debe cubrir el suelo en un radio de 50-60cm y debe sujetarse con tierra o piedras.  De esta manera se impide que la puesta de los adultos sea efectiva.
No impide que las larvas de la raíz ya existentes completen su ciclo.  En regadío (a manta) deberá retirarse a finales de verano para evitar la aparición de hongos en las raíces.

#### Medidas complementarias
La destrucción de árboles muy atacados, quemando las raíces principales y la parte del tronco hasta unos 30cm.  Evitar que los árboles secos permanezcan en el campo porque actúan como refugio de larvas de C. tenebrionis y de escolítidos.

### c) Métodos biológicos
Existen formulaciones a base de nematodos entomopatógenos y quitosano.  Se trata de nematodos del género Steinernema y combaten plagas de suelo importantes, como la causada por C. tenebrionis.  Dentro del ciclo de vida del nematodo existe una fase denominada infectivo juvenil, único estado de vida libre y tolerante al ambiente.  En esta fase entra por los orificios naturales del hospedador (gusano cabezudo en este caso) y libera una bacteria simbiótica (del género Xenorhabdus) que ocasiona su muerte por septicemia.  Se aplica mediante dos riegos alrededor del tronco, el primero en primavera (abril a junio) y el segundo al final de verano (mitad de agosto a mitad de octubre).  Como inconveniente está que requiere cierta disponibilidad de agua, y que el acceso del nematodo a la larva dentro de la raíz es muy complicada.  Además la efectividad sobre orugas de todo tipo puede crear un nuevo desequilibrio en el sistema biológico de la zona tratada.
También se ha experimentado con hongos entomopatógenos, con resultados poco prometedores por dificultad de aplicación.
Puede ser efectiva la aplicación de Bacillus thuringiensis en las épocas de máxima necesidad de alimentación para reducir la intensidad de plaga.

### d) Otros métodos de lucha
En los ensayos realizados por Garrido y Malagon,, sobre resistencia de patrones a las larvas de gusano cabezudo, comprobaron cierta resistencia de aquellos patrones con un alto contenido en compuestos cianogénicos en sus raíces.
La utilización de caolín como tratamiento aéreo parece tener cierta efectividad por la molestia que causa al adulto.  Parcelas con tratamiento de caolín tiene menos presencia de adultos de C. tenebrionis.

## Consecuencias agronómicas y sociales
Estos daños tienen repercusión medioambiental y consecuentemente social, que es necesario valorar (Fras, 2013):
- La plaga no solo afecta a la cosecha de una campaña: afecta a la propia estructura de la plantación arruinando años de cultivo hasta su entrada en producción y la rentabilización de la plantación.
- Los tratamientos de control de la plaga implica varios años de uso de insecticidas cuyo coste es elevado.  Considerando el bajo rendimiento económico del cultivo, compromete seriamente su viabilidad.
- Tiene repercusión directa en reducción de ingresos sobre la economía de muchos municipios en el que éste cultivo es parte fundamental de su estructura, al suponer la merma y pérdida sistemática de la cosecha hasta la muerte del árbol.
- Limita el cultivo de amplias zonas de secano de la Comunidad por falta de medios de protección vegetal, cuando ésta ha sido una actividad mantenida durante siglos, además de ser parte integrante del ecosistema del paisaje mediterráneo (58,652 hectáreas comprometidas, que supone el 90% de la superficie de este cultivo).
- Los territorios áridos quedan desprotegidos de uno de los pocos cultivos disponibles, que hasta ahora supone un freno de la erosión y desertización.
- Las plantaciones afectadas son foco de plaga para otras adyacentes, tanto de almendro como otros frutales inclusive de regadío.  Una vez arrancada la plantación, si no se destruye completamente los órganos afectados siguen siendo foco de plaga que se trasladará a plantaciones vecinas.

Además presenta como agravantes:
- Plantaciones de almendro en regadío son vulnerables a la plaga y tampoco disponen de protección química.
- Otros cultivos arbóreos principalmente de regadío se ven perjudicados por la población de Capnodis tenebrionis procedente del almendro.
- El necesario arranque de las plantaciones y la destrucción del sistema radicular infectado colisiona con la gestión administrativa de la quema de restos de poda, ya que es labor agrícola prioritaria la poda de invierno mientras que el arranque queda relegado a meses siguientes, en los que no se autoriza dicha quema (mientras que sí se autoriza la quema de poda de olivar). Para la destrucción de estos restos es de muy difícil aplicación los medios mecánicos tales como picadoras de leña, por las naturales dimensiones del cuello de la planta y sistemas radiculares.